# 대체 경로 (보체)

고전적 경로 및 대체 경로

대체 경로의 모식도

대체 경로(代替經路, 영어: alternative pathway)는 보체계의 캐스케이드 반응의 일종이며, 감염에 대한 자연적인 방어 수단인 선천성 면역계의 구성 요소이다.
대체 경로는 병원체를 옵소닌화하고 죽이는 세 가지 보체 경로 중 하나이다. 이 경로는 C3b 단백질이 미생물에 직접적으로 결합할 때 시작된다. 대체 경로는 이물질이나 손상된 조직으로 인해 촉발될 수도 있다.

## 신호전달 캐스케이드
모양의 변화로 인해 혈장 단백질인 보체인자 B가 결합할 수 있고, 이를 통해 보체인자 D가 보체인자 B를 Ba와 Bb로 분해할 수 있다.
Bb는 C3(H2O)에 결합되어 C3(H2O)Bb를 형성한다. 이 복합체는 유체상 C3-전환효소로도 알려져 있다. 이 전환효소, 즉 대체 경로 C3-전환효소는 소량만 생성되지만 C3 단백질을 C3a와 C3b로 분해할 수 있다. 이 복합체는 혈청 단백질인 프로페르딘과 결합하기 전까지는 불안정한 것으로 여겨진다. 프로페르딘을 추가하면 복합체 C3bBbP가 형성된다. 이것은 안정한 화합물이며, 추가적인 C3b와 결합하여 대체 경로의 C5-전환효소를 형성할 수 있다.
대체 경로의 C5-전환효소는 (C3b)2BbP (때로는 C3b2Bb라고도 함)로 구성된다. C5-전환효소가 생성된 후(고전적 경로의 (C3b)2BbP 또는 C4b2a3b), 보체계는 활성화 수단(대체 경로, 고전적 경로 또는 렉틴 경로)에 관계없이 동일한 경로를 따른다. C5-전환효소는 C5를 C5a와 C5b로 분해한다. C5b는 C6, C7, C8과 순차적으로 결합한 다음 여러 개의 C9 분자와 결합하여 막공격 복합체를 형성한다.

## 조절
C3b는 혈장 내에 풍부하고 자유롭게 이동하기 때문에 숙주 세포나 병원체 표면에 결합할 수 있다. 보체 활성화가 숙주 세포에서 진행되는 것을 방지하기 위해 다음과 같은 보체 활성화 과정을 방해하는 여러 종류의 조절 단백질이 있다.
- 보체 수용체 1(CR1 또는 CD35)과 붕괴가속인자(DAF, CD55라고도 함)는 세포 표면의 C3b와 결합하여 보체인자 B와 경쟁하며, 이미 형성된 C3bBb 복합체에서 Bb를 제거할 수도 있다.
- 혈장 프로테에이스인 보체인자 I이 C3b를 비활성 형태인 iC3b로 분해하면 C3-전환효소의 형성도 방지할 수 있다. 보체인자 I은 보체인자 H, CR1 또는 단백질 분해의 막 보조 인자(MCP 또는 CD46)과 같은 C3b 결합 단백질 보조 인자를 필요로 한다.
- 보체인자 H는 C3b와 결합하기 위해 보체인자 B와 경쟁함으로써 C3-전환효소의 형성을 억제할 수 있고,[1] C3-전환효소의 분해를 가속화하며,[2] 보체인자 I에 의한 C3b의 분해를 위한 보조 인자로 작용한다.[3] 보체인자 H는 척추동물 세포에 우선적으로 결합(시알산 잔기에 대한 친화성 때문)하여 보체 매개 손상으로부터 숙주 세포(세균 세포와는 대조적으로)를 우선적으로 보호한다.
- CFHR5(보체인자 H 관련 단백질 5)는 보체인자 I에 대한 보조 인자로 작용하기 위해 결합할 수 있고, 붕괴를 가속화하는 활성을 가지며 숙주 표면의 C3b에 우선적으로 결합할 수 있다.[4]

## 질병에서의 역할
보체계의 조절 이상은 여러 질병과 병리에 영향을 미치는 것으로 알려져 있는데, 그 중에는 신장 기능이 손상되는 비정형 용혈성 요독증후군도 포함된다. 연령 관련 황반변성(AMD)은 현재 적어도 부분적으로는 망막 조직에서 보체가 과도하게 활성화되어 발생하는 것으로 여겨진다. 대체 경로 활성화는 비정형 용혈성 요독증후군, C3 사구체병증, C3 사구체신염(농축 침전 질환 또는 제II형 MPGN)과 같은 보체 매개 신장질환에서도 중요한 역할을 한다.

## 같이 보기
- 고전적 경로
- 렉틴 경로

## 더 읽을거리
- Janeway, Charles A. (2005). 〈The complement system and innate immunity〉. 《Immunobiology : the immune system in health and disease》 5판. New York: Garland Science. ISBN 978-0-8153-4101-7.